# Найденов, Калин
Калин Георгиев Найденов (18 февраля 1865, село Широка-Лыка, близ Смоляна — 16 апреля 1925, София) — болгарский военачальник, генерал-лейтенант (1917), военный министр (1915—1918).

## Семья
Отец — Георги Калинов Найденов, участник революционного движения, подготовившего восстание против Османской империи. Мать — Стойка Пеева Найденова.

## Образование
Среднее образование получил в родном селе и в Пловдиве, в 1879—1881 годах работал учителем. Окончил Военное училище в Софии (1885), ещё во время учёбы проявил выдающиеся математические способности, специализировался в области артиллерии. Окончил Военную академию в Турине (Италия; 1891; с отличием), где специализировался как артиллерийский инженер.

## Военная служба
- В ноябре 1885 года, во время Сербско-болгарской войны, командовал 6-й полубатареей в 1-м артиллерийском полку, участвовал в сражении под Сливницей, был ранен в бою за вершину «Три уши».
- В 1886 году — адъютант в 1-м артиллерийском полку.
- В 1887—1888 годах служил в 3-м артиллерийском полку.
- В 1888—1891 годах учился в Военной академии в Турине.
- В 1892—1893 годах был командирован в Германию (на завод Круппа), Францию и Англию по вопросам изготовления артиллерийских материалов и поставок вооружений.
- В 1894 годах — командир батареи в 4-м артиллерийском полку и преподаватель Военного училища.
- В 1895—1899 годах — начальник Софийского артиллерийского арсенала.
- В 1899—1901 годах — начальник отделения в 4-м артиллерийском полку.
- С 9 октября 1901 по 1908 — начальник технического отделения в Артиллерийской инспекции.
- В 1908—1912 годах — командир 2-го артиллерийского полка.
- С 1912 года — помощник начальника артиллерии при штабе Действующей армии, участник Первой и Второй Балканских войн. Внёс значительный вклад в широкое использование артиллерии в ходе боевых действий против турецких войск.
- В 1913—1915 годах — инспектор артиллерии.
- С 21 сентября 1915 по 21 июня 1918 года — военный министр (в период Первой мировой войны), руководил снабжением и комплектованием болгарской армии.
- С 25 июня по 20 октября 1918 года — генерал по особым поручениям при военном министерстве.
- С 20 октября 1918 года — в запасе.

После окончания Первой мировой войны отдан под суд вместе с другими болгарскими министрами из правительства Васила Радославова, обвинёнными в «национальной катастрофе». В октябре 1921 года был приговорён к 10 годам тюремного заключения, 16 июня 1924 года амнистирован. Являлся профессором артиллерии в Военном училище. Погиб 16 апреля 1925 года при взрыве, устроенном коммунистами в соборе Святой Недели.

## Военный учёный
По его проекту была сконструирована 15-см гаубица, пользовался европейской известностью как артиллерийский эксперт. Автор многих военных трудов, в том числе книг:
- Кратък очерк за съвременното състояние на полската артиллерия в армиите на главните европесйки държави (1888);
- Правила за престрелка и стрелба в артилерията (1889);
- Ръководство по артилерията. — Части 1—2 (1889—1891);
- Ръчно оръжие. Състав (1898);
- Наставление за стрелба с артилерията (1902);
- Новото наставление на стрлбата в полската и планинската артиллерия (1909);
- Снабдяването на армията във време на война (1925).

Также опубликовал большое количество статей по проблемам артиллерии в изданиях «Военен журнал» (1890—1911), «Военни известия» (1908—1912) и «Отечество». В 1928 году в издании «Военно-исторический сборник» были посмертно опубликованы его воспоминания о Второй Балканской войне.

## Звания
- 30 августа 1885 года — подпоручик
- 6 мая 1887 года — поручик
- 18 мая 1890 года — капитан
- 2 августа 1895 года — майор
- 2 мая 1902 года — подполковник
- 19 сентября 1906 года — полковник
- 14 февраля 1914 года — генерал-майор
- 30 мая 1917 года — генерал-лейтенант

## Награды
- Орден «За храбрость» 3-й степени, 2-го класса.
- Орден святого Александра 3-й степени с мечами и 5-й степеней без мечей.
- Орден «За военные заслуги» 1-й степени с военным отличием, 5-го класса на обыкновенной ленте.
- Орден «За заслуги» на военной ленте.
- Орден Красного орла 1-й степени (Германия).
- Железный крест 2-го класса (Германия).
- Орден Железной короны 1-й степени (Австро-Венгрия).
- Орден Железного полумесяца 1-й степени (Турция).
- Орден Меджидие 1-й степени (Турция).
- Кавалерский крест ордена Почётного легиона (Франция).
- Орден «Такова» 4-й степени (Сербия).
- Орден Льва и Солнца 3-й степени (Персия).